# Ayu Utami

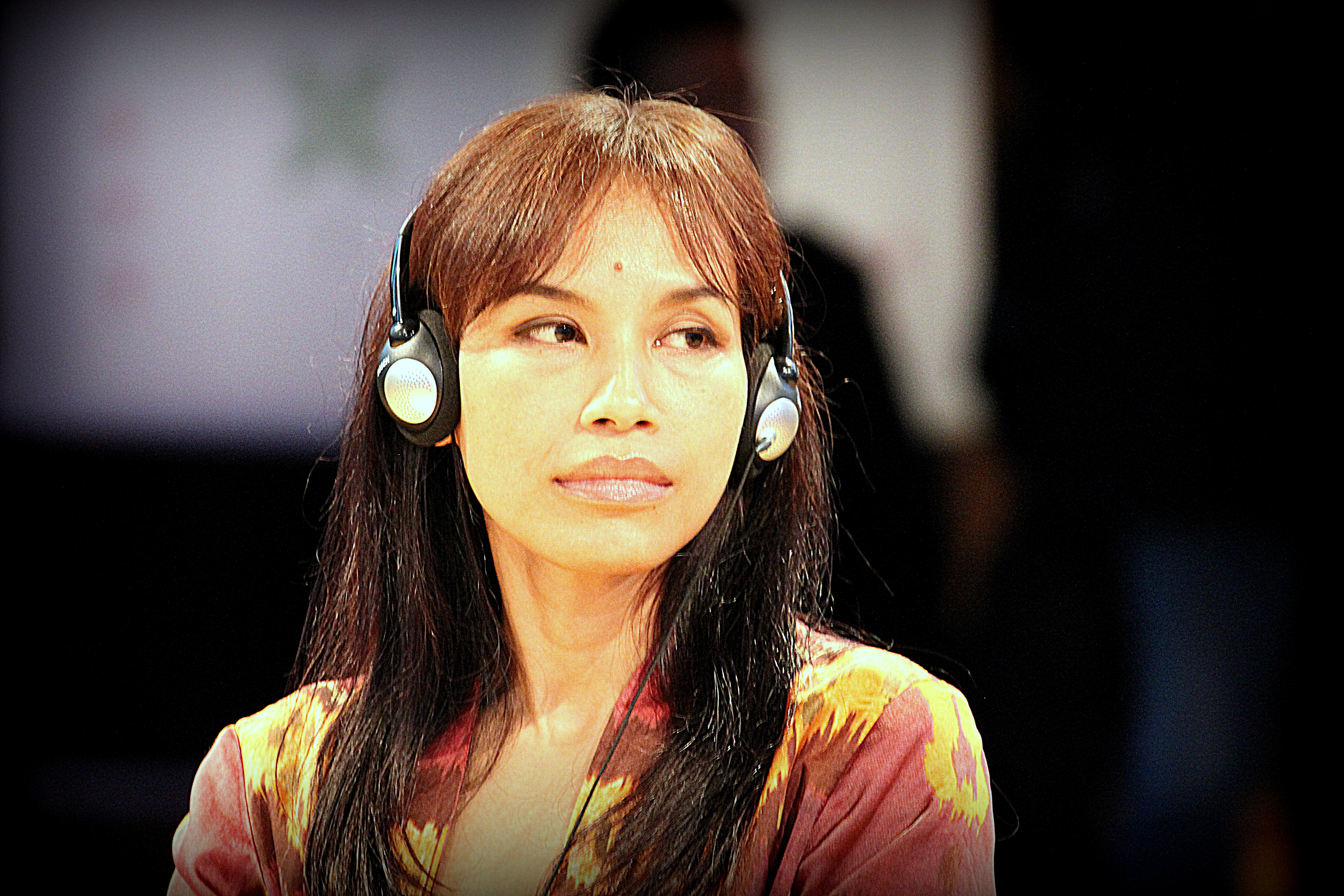
Ayu Utami auf der Frankfurter Buchmesse 2015

Ayu Utami (* 21. November 1968, Bogor, West-Java, Indonesien) ist eine indonesische Radio- und Zeitungsjournalistin, Drehbuchschreiberin und Autorin.

## Leben
Utami wuchs in der Hauptstadt Indonesiens Jakarta auf. An der Universität Indonesia in Jakarta studierte sie Russisch und Literatur und erreichte einen Bachelorabschluss. Bereits am College schrieb sie Beiträge für verschiedene Zeitungen. Eine ihr vorgeschlagene Karriere als Model verfolgte sie nicht weiter, da sie Kosmetika und Make-up verabscheut. Sie widmete sich ganz dem Journalismus und trat der Allianz unabhängiger Journalisten (Allansi Jurnalis Independen) bei. 1994 wurde die Allianz im Rahmen der Neuen Ordnung von Indonesiens zweitem Präsidenten Suharto zusammen mit einer Anzahl von Zeitungen und Zeitschriften verboten. Einige ihrer Kollegen wurden vom Regime verhaftet.
Utami selbst wurde mit einem Berufsverbot belegt. Sie war weiterhin im Untergrund journalistisch tätig und war anonym die Verfasserin eines Schwarzbuchs über die Korruption unter dem System der Familie Suharto. Ihr erster Roman Saman erschien in ihrer Heimat wenige Wochen vor dem Sturz Suhartos im Jahre 1998 und wurde im selben  Jahr von Kunstrat Jakartas ausgezeichnet. 2000 erhielt das Werk den niederländischen Prinz-Claus-Preis. 2001 folgte Utamis zweiter Roman Larung und 2008 der Roman Pengadilan Susila.
Utami war 2004 Teilnehmerin beim Internationalen Literaturfestival Berlin und war im Berliner Literatursalon am Kollwitzplatz zu hören. 2014 war sie Radiojournalistin bei dem einzigen, in ganz Indonesien zu hörenden unabhängigen Radiosender Kantor Berita Radio 68H (Radio 68H), ferner Journalistin und Mitherausgeberin der Kulturzeitschrift Kalam und sie schrieb für das Teater Utan Kayu im Kunstzentrum Utan Kayu in Jakarta.
Utami ist Katholikin. Sie lebt in Jakarta.

## Auszeichnungen
- 1998: Erster Preis des Romanwettbewerbs des Kunstrats der Stadt Jakarta für Saman.
- 2000: Prinz-Claus-Preis für denselben Roman.

## Veröffentlichungen
- Saman. KPG, Jakarta 1998.
  - deutsch von Peter Sternagel. Saman, Roman. Horlemann, Bad Honnef 2007, ISBN 978-3-89502-243-2.
  - vollständige, korrigierte Taschenbuchausgabe: Horlemann, Angermünde 2015, ISBN 978-3-89502-395-8.
- Larung. KPG, Jakarta 2001.
  - niederländisch von Maya Suledja-Liem/Monique Soesman: Larung. De Gaus, Breda 2001.
  - deutsch: Larung, Roman. Horleman, Angermünde 2015, ISBN 978-3-89502-393-4.
- Si parasit Lajang, Sammlung von Essais. GagasMedia, Jakarta 2003.
- Bilangan Fu. KPG, Jakarta 2008.
- zusammen mit Agua Noor: Pengadilan Susila (Susilas Verhandlung), 2008.
- Drehbuch für den Film Ruma Maida (Midas Haus), 2009.
- Manjali Dan Cakrabirawa. KPG, Jakarta 2010, ISBN 978-979-91-0260-7.
- Cerita Cinta Enrico. KPG, Jakarta 2012.
- Soegija: 100% Indonesia, KPG, Jakarta 2012.
- Lalita. KPG, Jakarta 2012.
- Si Parasit Lajang:, Roman, KPG, Jakarta 2013.
- Pengakuan: Eks Parasit Lajang. KPG, Jakarta 2013.